# Ściegi hafciarskie
Ściegi hafciarskie – sposoby przewlekania nici (kładzenia ściegów) w celu ozdobienia, połączenia lub wykończenia materiału zdobionego haftem. Różnią się od siebie długością oraz układem nitki, który może być pionowy, poziomy lub ukośny. Nitki mogą być kładzione jedna obok drugiej lub w przeróżny sposób krzyżowane. Kierunek ściegów jest w hafcie niezmiernie istotny i często decyduje o jego wartości artystycznej.
Ściegi hafciarskie dzielą się na zasadnicze grupy, a w każdej z nich wyróżnia się wiele odmian i rodzajów. Oto najczęściej używane:
| 1. Ściegi przed igłą |
| - ścieg przed igłą właściwy - ścieg fastrygowany (fastryga) - ścieg obrębkowy (zwykły i ozdobny) - ścieg okrętkowy - ścieg piłeczka - ścieg cerowniczy - ścieg Holbein - wałeczek - ścieg piaskowy |
| 2. Ściegi za igłą |
| - stębnówka - sznureczki (ścieg wodny, sznureczki atłaskowe) - ścieg za igłą właściwy - atłaskowy - atłaskowy wypukły (nazywany na Kujawach atłaskiem podścielanym) - atłaskowy dwukierunkowy, - wałeczek (wąski atłasek na podkładzie) - pęczki (węzełki, ścieg pocztowy) - maczek - ścieg piaskowy - ścieg pocztowy – węzełek podłużny - ścieg rozłupany - ściegi węzełkowe, węzełki - węzełek pojedynczy - węzełek podłużny - węzełek okrągły - węzełek duński - węzełek chiński - węzełek kolonialny - węzełek narzucany – kapuśniaczek - węzełki gordyjskie - ścieg pekiński |
| 3. Ściegi dziergane (zadziergiwane) |
| - ściegi zadziergiwane właściwe - równoległe - promieniste - haft Richelieu - ściegi gałązkowe - naprzemianległe - ścieg gałązkowy pionowy - ścieg gałązkowy poziomy - ścieg gałązkowy ukośny - symetryczne - ścieg staroromański - ścieg żeberkowy - ściegi łańcuszkowe - łańcuszek zwykły zamknięty - łańcuszek dziergany ukośnie - drabinka - łańcuszek o oczkach otwartych z jednej strony - łańcuszek o oczkach przytrzymywanych - ścieg stokrotkowy - ścieg tamborkowy - ząbki - ścieg dziergany gęsty - ścieg dziergany rzadki |
| 4. Ściegi krzyżowane |
| - Półkrzyżyki ukośne - petit point - ścieg gobelinowy - ścieg gobelinowy cieniowany - ścieg rypsowy - ścieg szkocki - ścieg tapicerski (dywanowy) - ścieg maurytański - ścieg wschodni - ścieg mozaikowy - ścieg bizantyński (schodki) - ścieg namiotowy - ścieg kurpiowski - ścieg ukośny - sznureczek na kanwie - Półkrzyżyki proste - ścieg węgierski - ścieg florencki - ścieg paryski - ścieg długi - ścieg gobelinowy wypełniający - krzyżyki właściwe - krzyżyk "trzy czwarte" - ścieg krzyżykowy - ścieg gwiazdkowy - krzyże św. Jerzego - pleciony ścieg krzyżykowy - ścieg podłużny - ścieg krzyżykowy ukośny - ścieg rybie ości - ścieg grecki - krzyżyki naprzemienne - krzyżyki odwrócone - ścieg renesansowy - ścieg hiszpański - krzyżyki wydłużone - krzyżyki wydłużone ze ściegiem poziomym - krzyżyki różnokierunkowe - krzyżyki wiązane - ścieg sieć - ścieg gobelinowy pleciony - ścieg supełkowy - nakładane - ścieg ryżowy - ścieg renesansowy - krzyżyki wiązane - ścieg zakopiański - ścieg paprotkowy - ścieg Janina - ścieg śląski - Krzyżyki dwustronne - krzyżyki zwykłe - krzyżyki ukośne - krzyżyki oddzielone - ścieg krzyżykowy dwustronny - ścieg włoski - krzyżyki czarnogórskie (ścieg czarnogórski) - plecionka krzyżykowa W ściegach krzyżykowych ze względu na kolejność nakładania nici wyróżnia się: - ścieg podstawowy - ścieg kryjący |
| 5. Ściegi nakładane |
| - Przeplatanki - przeplatanka - przeplatanka przed igłą - przeplatanka stębnówki, łańcuszka, ściegów krzyżowanych - ścieg kładziony jedwabny - ścieg koszykowy (pleciony) - ścieg niemiecki - ścieg muszelkowy - tasiemki, wstążki, sutasze |
| 6. Ściegi fantazyjne |
| - ścieg wachlarzowy - ścieg Rodos http://www.caron-net.com/dec00files/dec00desf1.html - ścieg płaski - ósemki fantazyjne |
| 7. Inne (do sklasyfikowania) |
| - ścieg nierównomierny - ścieg francuski - ściągacz - ścieg warkoczowy - ścieg w jodełkę - ścieg gwiaździsty (algierski) - ścieg narzucany - ścieg koralikowy - ścieg kreteński - ścieg margerytkowy - ścieg gronostajowy - ścieg rękawiczkowy - ścieg ażurowy (ażurek) ściągany - ścieg ostryga - ścieg węzełkowy włoski, - ścieg słupkowy - ścieg Casalguidi - ścieg wstążeczkowy - ściegi owijane - ścieg ślimakowy - ścieg wypełniający muszelka - ścieg przekłuwany - ścieg rybia głowa - ścieg płaski podniesiony - kostka - ptasia stopa - strzałka - śiśa - wypukły obwarzanek - ściegi łączone - żwirek - haft trójwymiarowy – malina, ścieg głowa byka, skręcana róża ze wstążeczki, łańcuszek przesuwany |